# Saint-Loup, Creuse
 Saint-Loup  là một commune in the Creuse department in central Pháp. Xã này nằm ở khu vực có độ cao trung bình 430 mét trên mực nước biển.
Sông Voueize tạo thành một phần ranh giới phía tây thị trấn.